# Glenea aluensis
Glenea aluensis là một loài bọ cánh cứng trong họ Cerambycidae.